# Pfarrkirche Blindenmarkt

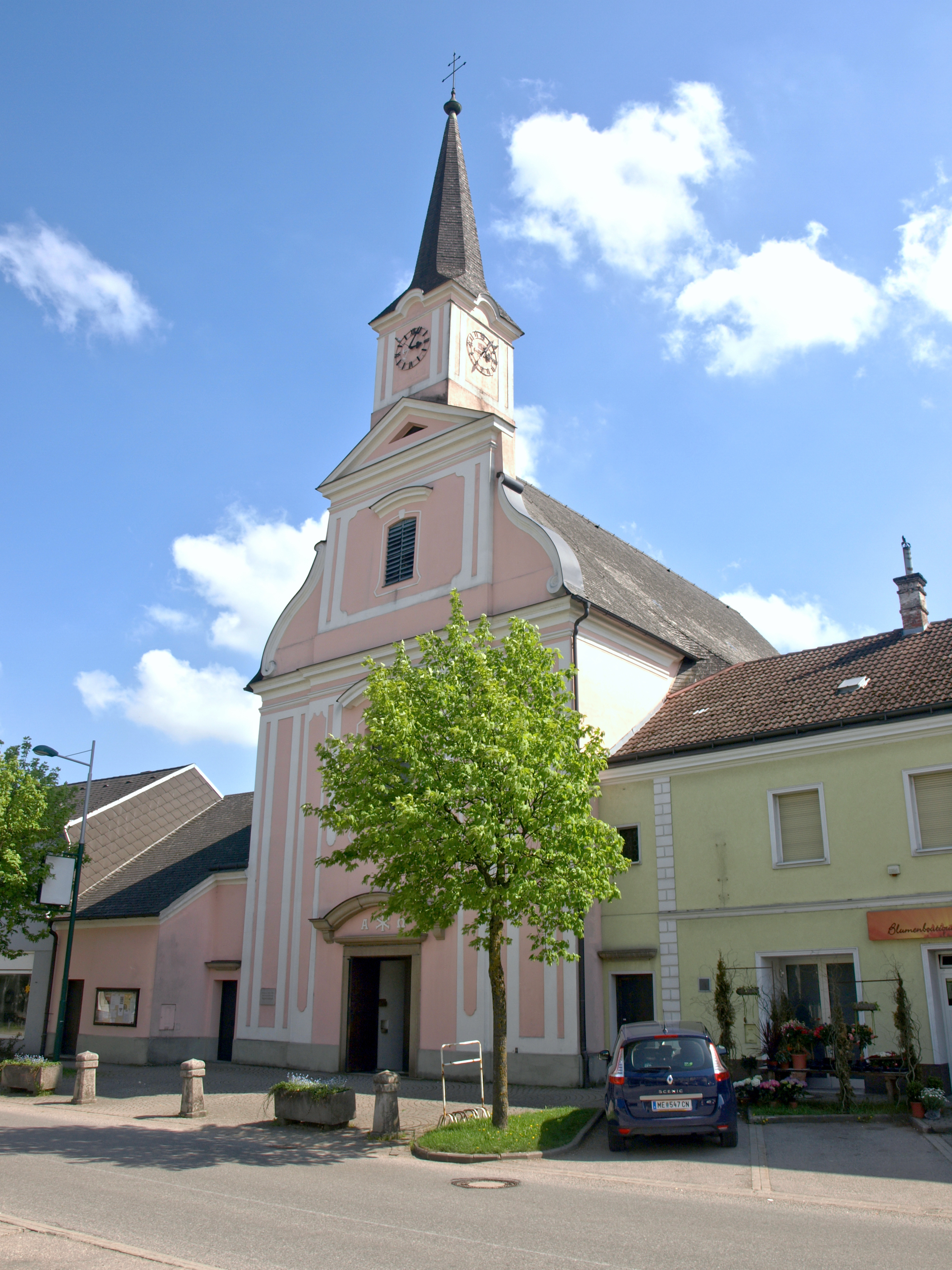
Kath. Pfarrkirche hl. Anna in Blindenmarkt

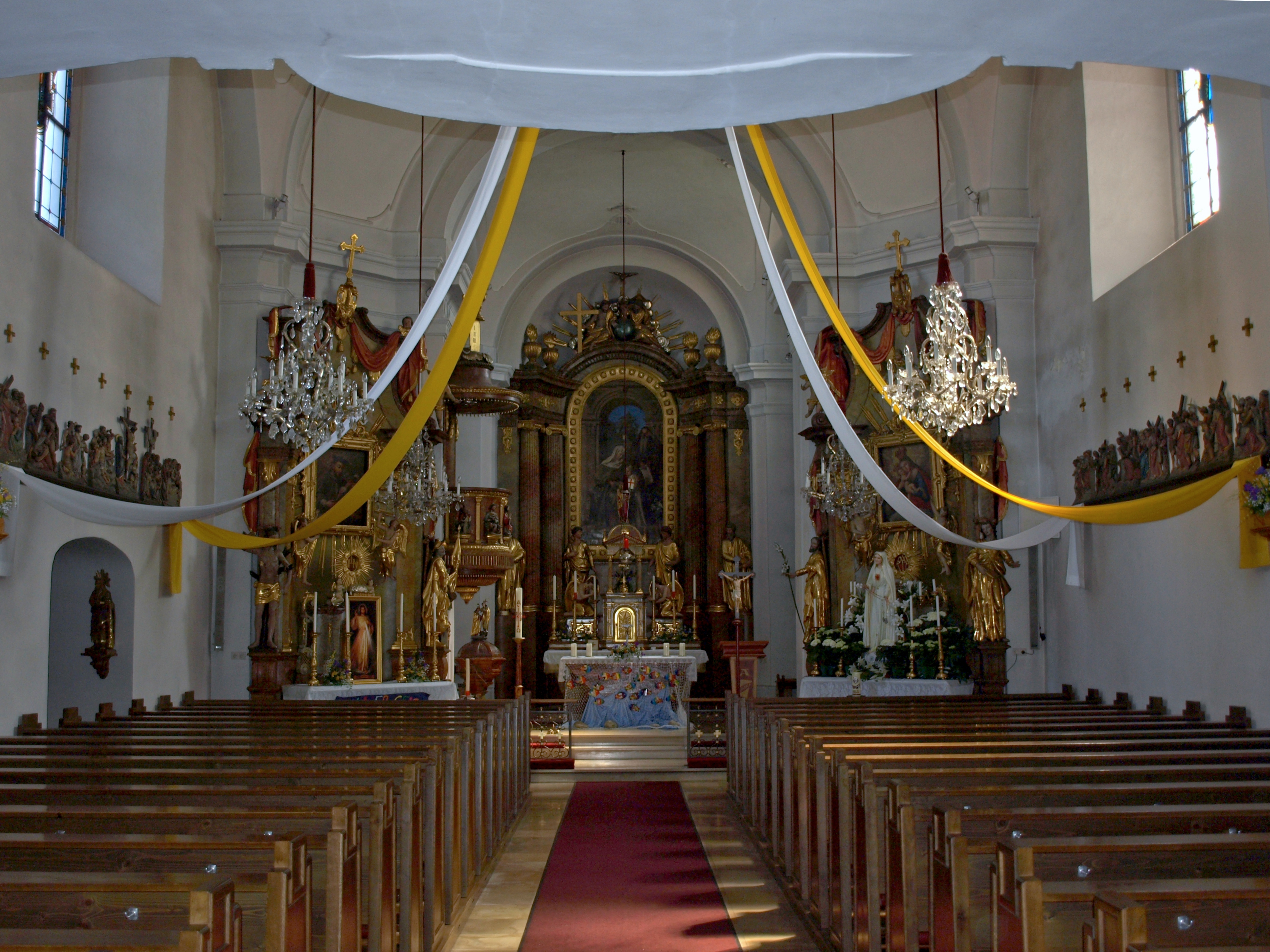
Vom Langhaus zum Chor

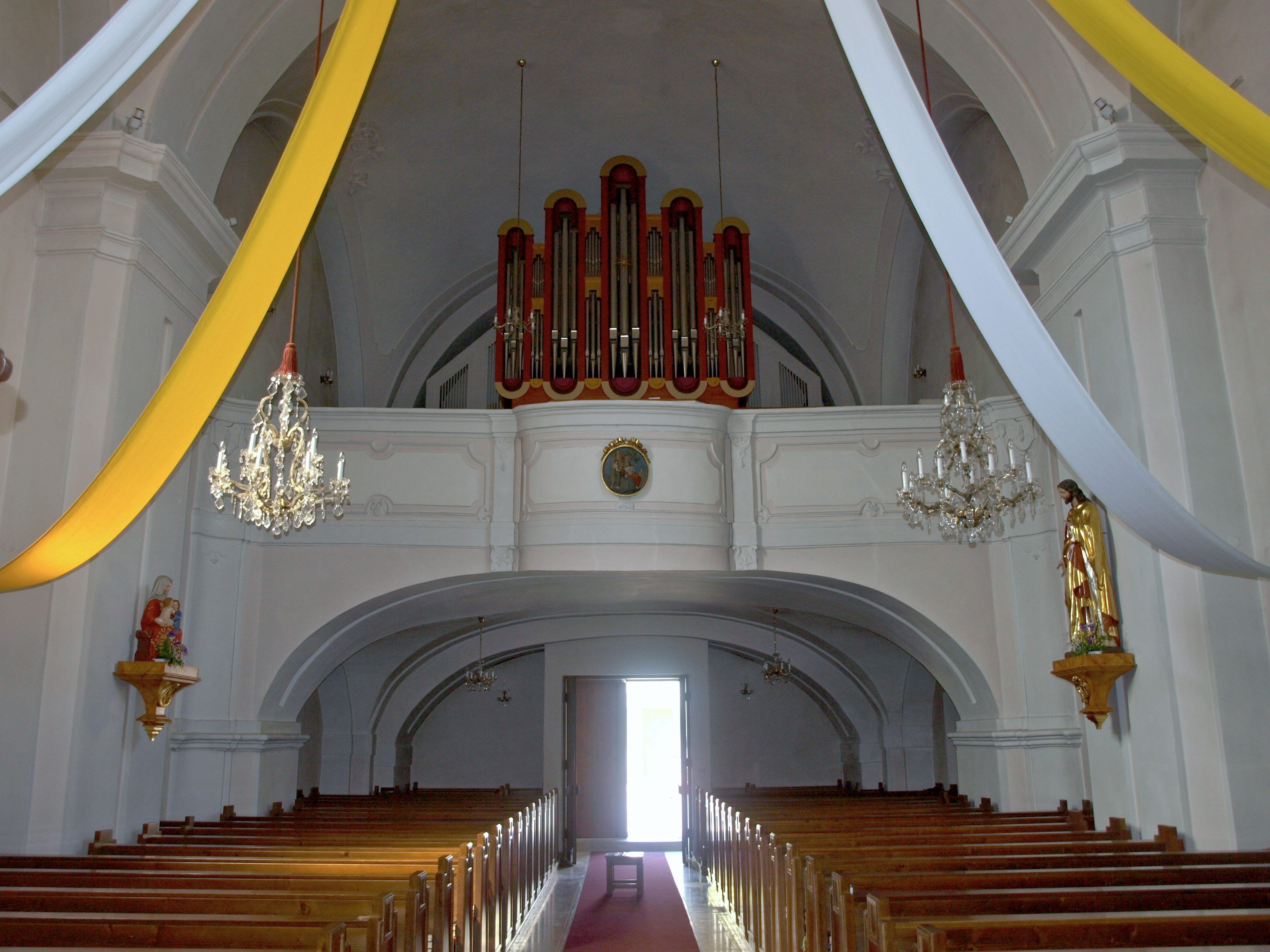
Vom Langhaus zur Orgelempore

Die römisch-katholische Pfarrkirche Blindenmarkt steht mitten im Ort Blindenmarkt in der Flucht der Hauptstraße in der Marktgemeinde Blindenmarkt im Bezirk Melk in Niederösterreich. Die der heiligen Anna geweihte Kirche gehört zum Dekanat Ybbs in der Diözese St. Pölten. Die Kirche steht unter Denkmalschutz.

## Geschichte
Um 1300 wird ein Vikariat von St. Georgen am Ybbsfeld urkundlich genannt. Die heutige Kirche wurde wohl im Anschluss an eine bestehende, spätmittelalterliche Kapelle um 1750/1755 erbaut. Die Kirche wurde 1785 zur Pfarrkirche erhoben. 1983/1986 war eine Restaurierung.

## Architektur
Das Langhaus hat ein Satteldach. Die Giebelfront mit einem seichten Mittelrisalit und Dreiecksgiebel zwischen Volutenanläufen unter einem Dachreiter mit Lisenenrahmung und Pyramidenhelm schaut zur Hauptstraße.

## Ausstattung
Der Hochaltar aus 1835 hat klassizistische Formen.
Die ursprüngliche Orgel bauten 1948 die Gebrüder Mauracher, welche 2002 durch ein Instrument von Orgelbau Vleugels ersetzt wurde.